# Ambrazura

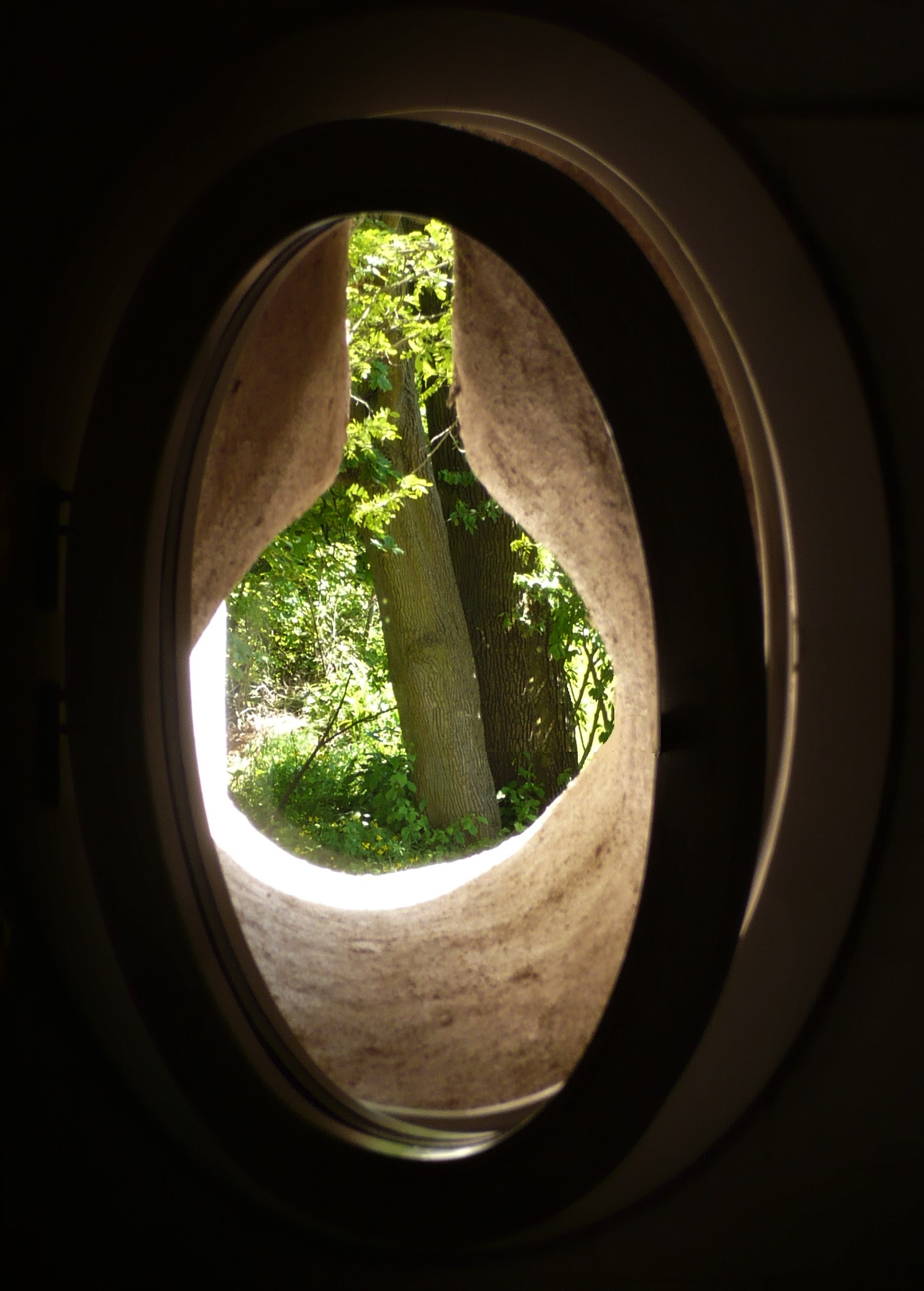
Ambrazura w Pałacu w Sarnach

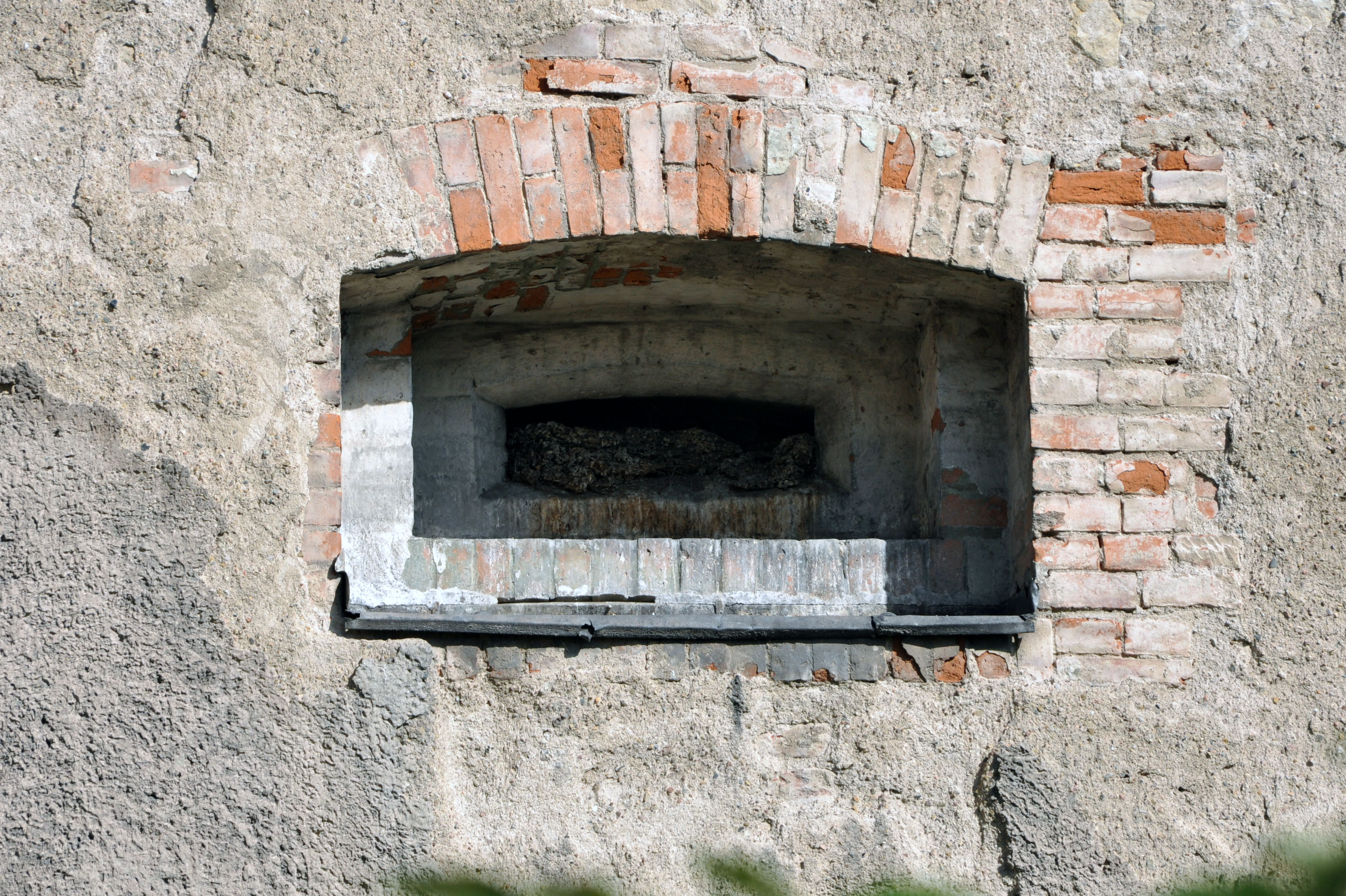
Ambrazura w Zespole magazynów koszarowych w Kłodzku

Ambrazura (fr. embrasure) – otwór strzelniczy, przez który wystawia się lufę karabinu lub działa podczas prowadzenia ognia. Termin ten stosuje się w odniesieniu do fortyfikacji lądowych oraz uzbrojonych jednostek pływających.

## Na lądzie

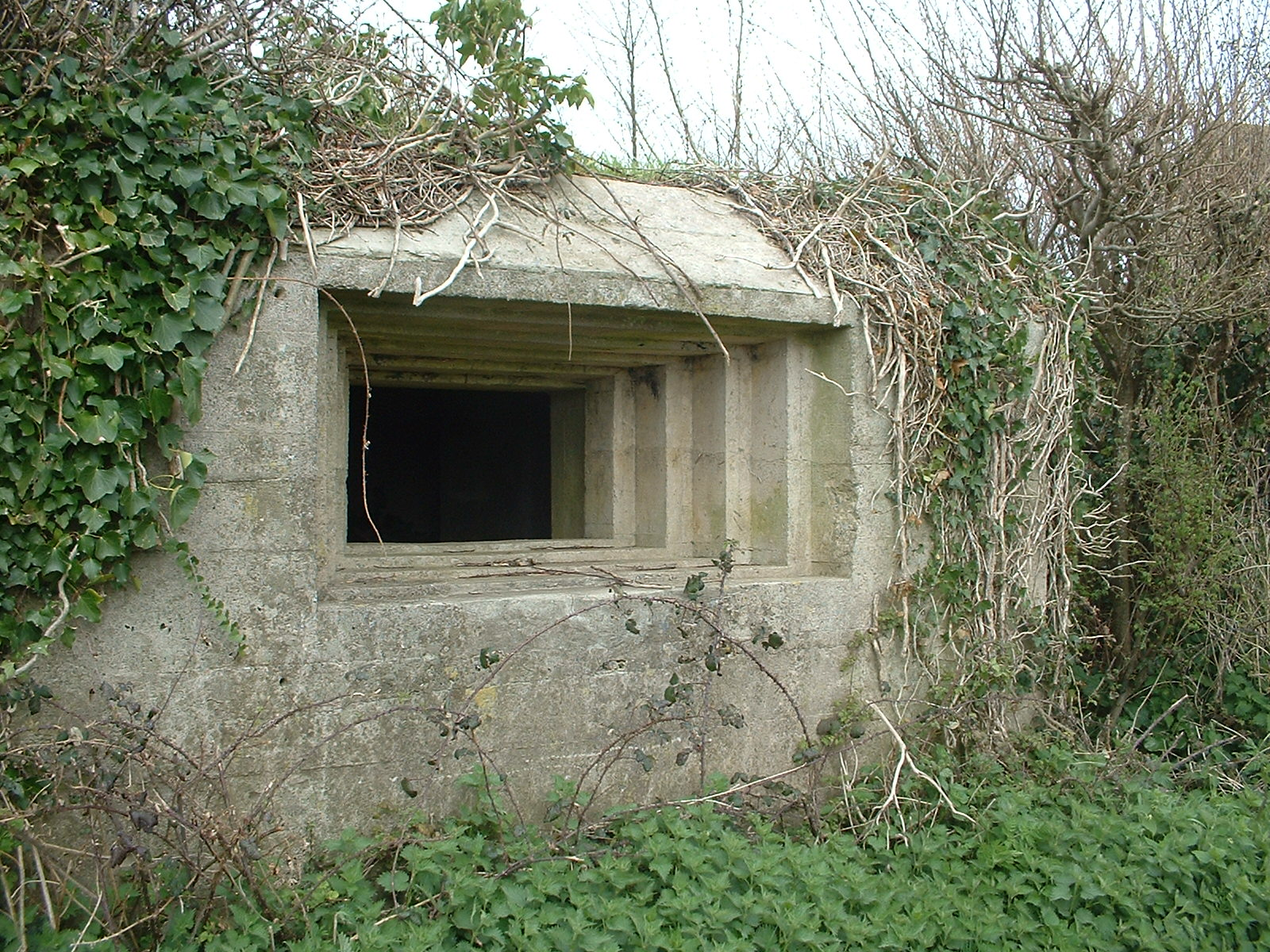
Ambrazura ze schodkami przeciwrykoszetowymi

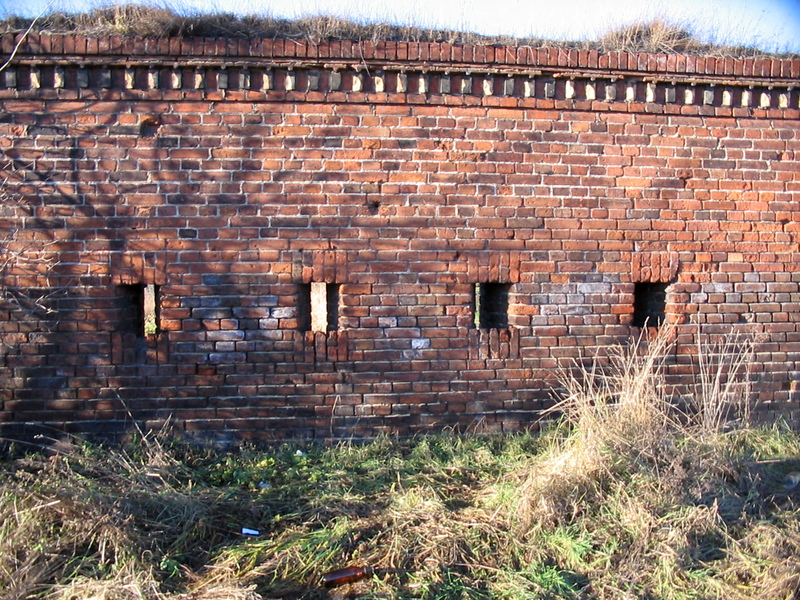
Ściana dawnej bramy kolejowej przy Bastionie Żubr w Gdańsku

Ambrazura to otwór w ścianie lub sklepieniu obiektu fortyfikacyjnego. Otwór ten może być przeznaczony dla broni strzeleckiej lub artyleryjskiej. Najczęściej jest w postaci leja zbiegającego się do wnętrza pomieszczenia, aby można było prowadzić ogień pod możliwie najszerszym kątem, a jednocześnie aby lufa była osłaniana przed ogniem z boków oraz odłamkami. Dodatkowo wnętrze leja może zawierać schodki zamiast gładkiej powierzchni, aby nie skupiać ognia przeciwnika trafiającego w obręb ambrazury. Ambrazura stanowi najcieńsze miejsce w systemie umocnień, dlatego też może być dodatkowo wzmocniona. Nad ambrazurą znajduje się zwykle system wentylacyjny dla odprowadzania dymu i spalin.

## Na wodzie

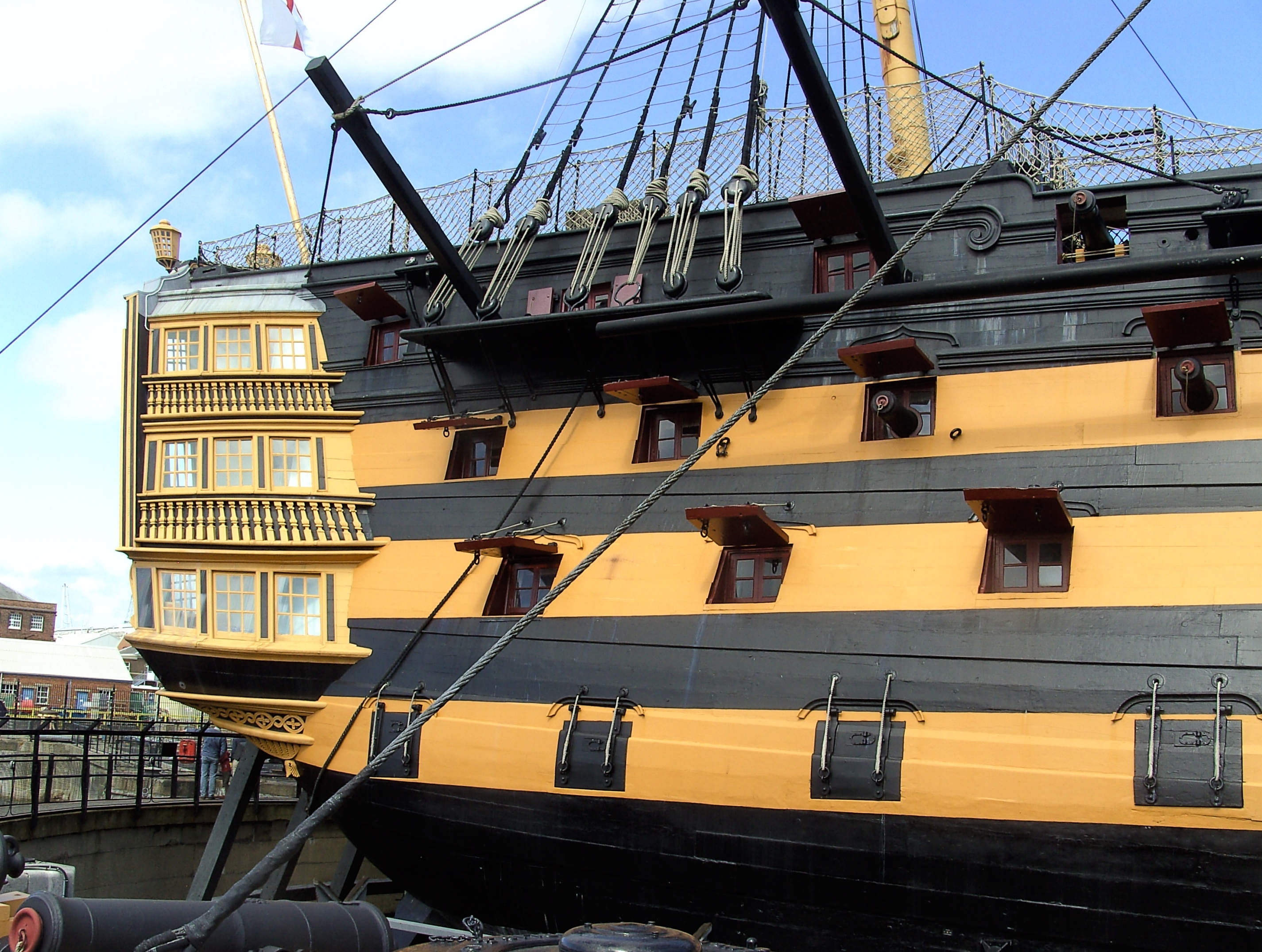
Ambrazury HMS Victory

Na starych żaglowcach ambrazury (inaczej: furty działowe) były charakterystycznym elementem wyglądu wielu jednostek. Były to otwory wycięte w burcie, najczęściej kwadratowe, przez które wystawiało się lufę działa przed oddaniem strzału.
Normalnie działa były schowane w całości wewnątrz jednostki, a ambrazury zamknięte szczelnymi pokrywami, aby pokład nie był zalewany wodą. Pokrywy te unoszono na zawiasach na zewnątrz do góry przed rozpoczęciem walki. Lufę działa należało przed oddaniem strzału wysunąć poza burtę, aby wystrzał nie zadymił wnętrza pokładu i nie podpalił burty, a towarzyszący mu podmuch nie porwał i nie wyrzucił do wody drobnych przedmiotów znajdujących się w bezpośredniej bliskości działa. Po oddaniu strzału działo cofało się i było hamowane na specjalnych linach zwanych taliami.
Ambrazury nadawały zarówno okrętom wojennym, jak i statkom handlowym (najczęściej również, choć słabiej, uzbrojonym) odpowiednio groźny wygląd, stąd często liczba ambrazur była większa niż liczba dział. Ambrazury były ustawione w rzędzie tworząc na burcie pas bateryjny malowany czasami (szczególnie w XIX w.) odmiennie od reszty poszycia. Niegdyś okręty wojenne określano po liczbie pasów bateryjnych i dzielono według nich na: jedno-, dwu-, trzy- i czteropokładowce.
Ostatnimi okrętami wyposażonymi w ambrazury były pancerniki kazamatowe (początek XX wieku), na których artyleria była umieszczona w osobnych, opancerzonych pomieszczeniach.
Stylizacja na ambrazury jest modna do dziś i można ją spotkać na niektórych żaglowcach pod postacią imitacji ambrazur malowanych na burtach. Spośród większych jednostek współczesnych malowane są w ten sposób m.in.: jeden z największych obecnie żaglowców świata – „Kruzensztern”, zwodowany w 2001 r. „Prince William”, „Simon Bolivar” z Wenezueli, francuski „Belem”. 
Namalowane ambrazury miał polski żaglowiec szkolny z I poł. XX wieku „Lwów”, jednak później został przemalowany całkowicie na biało. Białe poziome pasy namalowane na wysokości bulajów na czarnych burtach brygantyny „Kapitan Głowacki” przypominają ambrazury.